# Union beynoise
Maillots
Dernière mise à jour : 9 février 2024.
L’Union Beynoise Handball est un club de handball basé dans la commune de Beyne-Heusay, près de Liège dans la province éponyme en Belgique. 
Porteur du matricule 3, l'Union Beynoise est le plus vieux club du handball belge. Importé dans le club par Jules Devlieger de Tchécoslovaquie en 1921, Beyne comprend en 2023 une équipe homme en Division 2 ainsi qu'une équipe dame évoluant en Division 1. Malgré son ancienneté, l'UBH n'a jamais décroché de titre de Champion de Belgique. Le club remporta toutefois la Coupe de Belgique à trois reprises. Le club est affilié à la LFH.
Outre la section handball, l'Union Beynoise comprend une section gymnastique et une section floorball.

## Histoire

### 1905-1921: Du club de gymnastique au club omnisports
L'Union beynoise a été fondé en 1905 sous la forme d'un club de gymnastique.
Tous débuta en 1921 où ce club de gymnastique décida d'aller disputer les Olympiades Ouvrières de Prague,.
La délégation liégeoise était emmenée notamment par le professeur d'éducation physique Jules Devlieger lui-même accompagné du flémallois Joseph Demaret et du sérésien Clément Lambinon.
Là-bas, à Prague, Jules et ses camarades découvrirent un sport encore inexistant en Belgique, le handball qui était alors joué dehors, sur un terrain de football et à onze,.
Tous trois ce donnèrent la tâche d'importer ce sport en Province de Liège et donc en Belgique.
Demaret fonda l'Unie de Liège, le H.Villers 59 et l'OC Flémallois alors que Jules Devlieger importa ce sport directement dans le club de gymnastique.
Fondé donc en 1921, la section handball de l'Union beynoise, est porteur du matricule 3, et est aujourd'hui le plus ancien club du royaume encore existant.

### 1921-1966: Débuts difficiles, alors favoris
Dès lors, l'Union beynoise entreprit le championnat national encore non officiel car aucune fédération ne régissait la compétition qui se jouait dehors, sur un terrain de football et à onze, dans ce championnat non officielle, l'Union beynoise montra sa suprématie en remportant neuf fois le titre officieux.
En 1956, les trois protagonistes de l'importation du handball (Devlieger, Demaret, Lambinon) fondèrent l'Union belge de handball (UBH) et bien vite un championnat national vu le jour, la première édition fut disputée durant la saison 1957/1958.
Dans cette compétition, l'Union beynoise part favoris mais le matricule 3 n'arriva que deuxième lors de la première édition, édition remportée par un autre club de la banlieue liégeoise, l'Olympic Club Flémallois, le club de Demaret.
Et par la suite, l'Union beynoise se retrouva toujours dans l'ombre de l'OC Flémallois qui imposa son hégémonie sur le handball belge, Beyne étant d'abord vu comme l'une des seules formations capable de mettre en échec Flémalle mais les bleu régressèrent au point tels qu'ils finirent par se faire reléguer à l'issue de la saison 1965/1966, laissant des formations comme l' Unif, le CH Schaerbeek Brussels ou encore le Progrès HC Seraing pour pouvoir concurrencer le ROC Flémalle.

### 1966-1974: Déclin puis remontée difficiles
Jouant uns petite décennie dans les niveaux inférieurs, le club du Heusay ne retrouva l'élite que lors de la saison 1973/1974 mais le petit promu se fait de suite reléguer.
Un scénario qui se répéta lors des saisons 1978/1979 et 1980/1981.
Cette position de favoris en division 2 mais d'outsider en division 1 prit fin lors de la saison 1980/1981, cependant une polémique s'empare de l'Union beynoise ainsi que du handball belge.
La polémique débuta lorsque Beyne intégra dans son noyau un joueur étranger en janvier 1981, Kasimir Tylko mais la LFH lui accorde sa licence à partir du 6 février 1981 n'ayant pas respecté le règlement de l'Union belge, Beyne pouvait s'exposer à de graves sanctions et devait alors comparaître devant le tribunal civil, en attendant la LFH décida de suspendre le président du matricule 3, Crutzen ainsi que son secrétaire, René Gaillard.
Conséquence, les bleu se retrouvèrent une nouvelle fois en division 2 lors de la saison 1981/1982, alors que lors de cette même saison, en octobre 1981, le tribunal civil releva des irrégularités dans la gestion de l'UBH et de la LFH.
Finalement, le conseil d'administration de la LFH décida de faire une assemblée générale en janvier 1982 des 59 clubs affiliés, ceux-ci devait choisir entre la conservation du matricule 3 ou de sa suppression et finalement sur les 59 voix, 58 décidèrent de conserver l' Old club et la formation liégeoise retrouva l'élite.

### 1974-?: Un retour explosif

#### Le premier trophée synonyme d'Europe
Après cette affaire, l'Union retrouva l'élite lors de la saison 1982/1983, emmené par son capitaine Christian Verbert, le club du Heusay parvient à rester parmi les grandes écuries du handball belge.
À l'instar de la saison 1982/1983 où les bleus parviennent à se maintenir grâce à une septième place mais cette saison est surtout à marquer d'une croix puisque l'Union réussit à remporter son premier trophée, la Coupe de Belgique remporté au détriment des anversois de l'Olse Merksem HC lors d'une rencontre où Beyne s'imposa largement, 31 à 15 devant le public de Hasselt.
Un titre qui permit à Beyne de participer à sa toute première campagne européenne et plus précisément en Coupe des coupes où Beyne rencontra les Italiens du Teramo Handball.
Malheureusement pour l'Union qui s'inclina lors des deux confrontations et fut éliminée sur un score total de 48 à 42 (20-15; 28-27).
Cette même saison, l'Union beynoise termina à la cinquième place en championnat alors qu'en Coupe de Belgique, éliminé en demi-finales, les bleus n'arriveront pas à conserver leur titre.
Lors de la saison suivante, les résultats du club du heusay restèrent stables avec une élimination une nouvelle fois en demi-finales en Coupe de Belgique et une sixième place en championnat.

#### Après deux saisons, un second trophée
Lors de la saison 1985/1986, alors que l'Union beynoise termina cinquième du championnat, la formation du Heusay réalisa une nouvelle fois un superbe parcours en Coupe de Belgique.
En effet, arrivé en finale, les Liégeois durent affronter la formation limbourgeoise de l'Initia HC Hasselt à l'issue d'une partie des plus disputée lors de laquelle il fallut attendre les prolongations pour départager les deux équipes, le match s'étant terminé sur le score de 19 partout.
Des prolongations qui furent, finalement plus favorables aux Liégeois, puisque les bleus remportèrent pour la deuxième fois la Coupe de Belgique grâce à leur victoire, 24 à 23.
Ce second titre fut synonyme d'un nouveau parcours en Coupe des coupes où l'Union réussit à décrocher sa première victoire mais surtout à passer au tour suivant au détriment des luxembourgeois du HC Berchem mais, face aux Français de l'USAM Nîmes Gard, le club fit pâle figure, défait sur un total de 41 à 51 (23-25; 18-26).
Cette même saison, au niveau national, l'Union termina à très belle troisième place en Championnat, en Coupe, le club ne parvient pas à défendre son titre et se fait éliminer en demi-finales de la Coupe de Belgique, tout comme en 1983/1984.

#### Beyne passe à côté du titre
Décevant lors de la saison 1987/1988 tant en Championnat, terminant cinquième qu'en Coupe de Belgique, éliminé en huitième de finale, l'Union beynoise se rattrapa lors de la saison 1988/1989, réalisant un très belle phase régulière, terminant deuxième du Championnat, le club comptant également le meilleur buteur du Championnat, le yougoslave Sacha Cuk qui inscrivit 71 buts au cours de cette phase classique.
Mais, juste avant de commencer les Play-offs, l’entraîneur Henri Vandyck décida d'un commun accord de partir du club après cinq années où il consacra son temps à l'Union beynoise, ce fut donc son adjoint, Jacky Bar qui prit les rênes de l'équipe avec laquelle Beyne se loupa complètement terminant à la quatrième place des Play-offs,.
En Coupe de Belgique, après s’être défait du RPSM, 36 à 23 en huitième de finale, de l'Initia HC Hasselt, 17 à 20 en quart de finale, l'Union beynoise atteignit les demi-finales mais le club n'ira pas plus loin, éliminé face au HC Herstal, la révélation de la saison,.

#### Une troisième une finale de Coupe
Jacky Bar resta aux commandes lors de la saison suivante, une saison où l'Union beynoise, avec sa filière yougoslave, acquiert Delic mais voit partir d'importants cadres de l'équipe comme Stevan Nikolic, Buzeaud ou Jamotte, la direction voulant favoriser la jeunesse du club.
Et même si certains voyaient Beyne moins percutant que la saison précédente, le club liégeois réussit à atteindre une nouvelle fois les Play-offs, terminant à la quatrième place, ainsi l' Old Club dut donc affronter le premier de cette phase classique pour les demi-finales de ces Play-offs, soit la grosse cylindrée du Championnat belge, le Sporting Neerpelt qui n'avait cette saison enregistré qu'une seule défaite en Championnat.
Lors de la demi-finale aller à Neerpelt, l'Union beynoise se défendit assez bien dans une partie assez disputée, menant au tout début, la première mi-temps se terminant 8 à 10 en faveur des Flamands, puis lors de la seconde période, les hommes de Jacky Bar ramenèrent le score à 13 partout mais avec l'aide de Jacobs et Smeets, le Sporting s'imposa finalement sur le score de 25 à 21.
Le lendemain, au match retour, le Sporting fut toujours aussi entreprenant à tel point qu'au repos, il menait 11 à 14 mais lors de la deuxième période, l'Union beynoise réussit à rattraper son retard et le score affichait alors 26 partout, mais Jacobs en décida autrement puisqu'il scella le score à 26 à 27 en faveur du Neerpelt.
Et ainsi, le matricule 3 joua le match pour la troisième place face au KV Sasja HC Hoboken, le club de la métropole qui réussit à battre Beyne dans sa salle 25 à 19 mais dans un sursaut d’orgueil, l'Union remporta le match contre les Anversois, 20 à 17, ce qui ne changea rien puisque l'Union beynoise finit quatrième de l'édition.
En Coupe de Belgique, la formation liégeoise réalisa un superbe parcours où après s’être défait du HC Herstal, 15 à 12 en quarts de finale, du Sporting Neerpelt, en infligent leur deuxième défaites de la saison sur un score étriqué de 26 à 25 en demi-finales, l'Union beynoise se retrouva en finale face aux limbourgeois de l'Initia HC Hasselt, soit un remake de 1986.
Lors de cette finale pleine de rebondissements, tout comme en 1986, et devant le public d'Overpelt, ce fut l'Initia HC Hasselt et son gardien, Stinissem, qui se mettent en premier aux devants de la scène puisque lors de cette première période, les Limbourgeois creusent rapidement un écart et bien que Beyne réussit temporairement à passer devant avec un 10 à 9, les deux formations rentrèrent aux vestiaires sur un score de 13 à 10 en faveur de Hasselt.
Le début de la deuxième période fut beynoise, en effet le club liégeois avec l'aide de Fonsny , rattrapa son retard et passa même devant avec un 16 à 14.
Cependant, l'Union beynoise perdit plusieurs ballons et l'Initia concrétisa ces pertes de balles en 16 à 17, un but en plus que Hasselt réussit à conserver jusqu'à la 57e minute mais où Delic ramena les deux formations à égalité grâce à un penalty transformé et donc le score passa de 21 à 20 à 21 partout.
Ce fut ensuite autour de Draganitta, le joueur de l'Initia de tirer un penalty mais celui-ci butta sur Picône, ce qui permit à Beyne de passer devant avec une contre-attaque convertie de Bruni.
Alors qu'il ne restait plus qu'une minute trente, Guy Smeets réussit in-extremis à arracher les prolongations pour Hasselt, une seconde période se ponctuant sur un score de 22 partout et donc envoya les deux équipes aux prolongations.
Lors de la première prolongation, aucune formation ne réussit à passer devant l'autre et celle-ci se termina sur le score de 26 partout et donc les deux équipes durent jouer encore dix minutes de plus, dix minutes où Hasselt creuse un écart de 26 à 28 mais l'Initia n'était nulle part durant les cinq dernières minutes et l'Union égalisait 28 partout.
Ce fut finalement, les tirs au but qui départagèrent les deux équipes, des tirs au but qui tournèrent  à l'avantage de Hasselt puisque le Beynois, Yves Pivert fut le seul des dix joueurs qui rata son shoot, ainsi l'Initia put en quelque sorte prendre sa vengeance de la finale de 1986.
Cependant, l'Union porta une réclamation auprès de la CEP (Comité exécutif paritaire), car selon le règlement de LFH (Ligue Francophone de handball), on ne doit disputer qu'une seule prolongation de dix minutes et qu'en cas de nouvelle égalité, on passe aussitôt aux jets de 7 m, or il y en a eu deux.
Mais, selon le règlement de la VHV (Vlaamse Handbal Vereniging), si lors de la première prolongations le score reste toujours à égalité, il faut rejouer une prolongation d'encore dix minutes, avant d'éventuellement passer aux tirs au but.
En fait, le règlement de la VHV avait été mal traduit en français et bien qu'il fallut attendre un certain temps, avant de connaitre la décision, Hasselt garda son trophée.
Mais, le simple fait d’être arrivé à se hisser en finale de la Coupe de Belgique relève tout de même d'un exploit, une chose que Beyne n'arriva pas à reproduire la saison suivante, étant éliminé en quart de finale,.
Une saison 1990/1991 marquée par le limogeage de Jacky Bar, qui était contesté dans son vestiaire, remplacé par Christian Verbert mais cela n’empêcha pas l'Union beynoise de terminer à la cinquième place, soit aux portes de Play-offs, après avoir pourtant entreprit à une folle course pour s'y qualifier, une course entre l'Initia HC Hasselt, l'Olse Merksem HC et l'Union qui se termina à la dernière journée de la phase classique, par la qualification de l'Olse.
Cette contre-performance obligea l'Old club à tirer la sonnette d’alarme, c'est pour ça que la direction redéfinit les objectifs pour cette saison 1991/1992 qui seront le tour final et la qualification européenne.
Avec notamment l'arrivée du gardien yougoslave, Haris Dzafic venu de Villeurbanne HA, de Eric Robaux venu du ROC Flémalle ainsi que du retour d' Yves Joiris venu du RPSM.
C'est en partie grâce à ces éléments que Beyne entama une superbe première partie de championnat, en effet à la septième journée, l'Old Club demeure invaincu avec 10 points sur 12, l'Union beynoise se retrouve en tête de la compétition en compagnie du Sporting Neerpelt et de leur voisin du HC Herstal.
Mais, en huitième de finale, énorme surprise puisque l'Union se fait éliminer par le Sporta Evere dans sa propre salle sur le score de 14 à 17 par ce club jouant donc le maintien, l'Union s'est fait mener durant toute la rencontre.
Une énorme désillusion pour les Liégeois qui pourront encore plus se concentrer sur le championnat, en effet champion d'automne, Beyne réussit son premier objectif de se qualifier pour les Play-offs.
En effet, terminant à la deuxième place lors de la phase classique, l'Union beynoise veut aller jusqu'au bout mais est vaincu par le rival numéro 1 pour le titre, l'Olse Merksem HC.
Cependant l'Union beynoise s'accroche tout de même et peut toujours espérer un test match pour le titre lors de la dernière journée puisque Beyne pourrait espérer gagner à Sporting Neerpelt et que Merksem soit défait à Herstal mais malheureusement pour Beyne, c'est tout le contraire qui s'est déroulé et donc l'Olse Merksem HC termine champion et l'Union beynoise deuxième et est donc qualifié en Coupe EHF la saison prochaine.

#### Les années 1990
La saison 1989/1990 est également à marquer d'une croix pour le club puisqu'il parvient à se hisser en finale de la Coupe de Belgique et retrouva l'Initia HC Hasselt. Comme lors de la finale en 1986, la rencontre est très disputée, elle se termine 33 à 32 pour Hasselt qui s'impose sur pénalty.
Lors de la saison 1991-1992, l'Union beynoise réalise une très bonne opération en terminant deuxième du Championnat, derrière l'Olse Merksem HC, une place de dauphin qui signifia un nouveau parcours européen pour le club, plus précisément en Coupe IHF où Beyne dut affronter les autrichiens du ASKO Linde Linz qu'il réussit à tenir en échec 25 à 25 à domicile mais se fit battre 15 à 23 en Autriche et est donc éliminé de la compétition.
C'est alors qu'arriva le troisième sacre du club à savoir, lors de cette même saison européenne, la saison 1992-1993 où Beyne parvient à décrocher pour la troisième fois de son histoire la Coupe de Belgique au détriment, tout comme lors du premier sacre, de l'Olse Merksem HC battu 12 à 10.
L'Union beynoise, qui se renomme Extran Beyne, est donc une nouvelle fois qualifiée en Coupe des coupes et doit affronter les Polonais du Zagłębie Lubin, un club que Beyne parvient à battre sur le total de 45 à 42 (22-19;23-23) et se qualifie pour les huitièmes de finale mais le matricule 3 s'inclina sur le score 50 à 40 face au club danois du GOG Gudme (28-19;21-22).
C'est ainsi que lors des années 1990 et vers le début des années 2000, l'Extran Beyne renommé en 1995, Union beynoise devient l'un des meilleurs clubs de Belgique, enchaînant les cinquième, quatrième ou encore troisième places, Beyne se retrouva quelquefois dans les diverses compétitions européennes mais comme tous les clubs belges, l'Union beynoise n'arriva jamais à s'imposer dans ces compétitions.

### 2006-2016: dans l'ombre des clubs flamands
C'est alors que vers le milieu des années 2000, l'Union beynoise subit la prise de pouvoir des clubs flamands de l'Initia HC Hasselt, du United HC Tongeren et du KV Sasja HC Hoboken et se fait même reléguer à l'issue de la saison 2007-2008 après plus de 25 saisons dans l'élite.
Mais, le matricule 3 retrouve la division 1 à l'issue de la saison 2009/2010, où l'Union beynoise termine quatrième des Play-downs, soit huitième, puis troisième des Play-downs, soit septième et puis quatrième des Play-downs, soit huitième.
Depuis son retour au sein de l'élite, l'Union beynoise flirte plus que jamais avec la relégation mais tient bon même s'il doit affronter une saison périlleuse lors de la saison 2013-2014 puisqu'il termine dernier du classement lors de la saison régulière mais lors des Play-downs, l'Union beynoise parvient à faire un incroyable renversement de situation en condamnent le HC Eynatten-Raeren en division 2.

## Parcours
| Saison         | Division   | Rang | Coupe          | Europe                |
| -------------- | ---------- | ---- | -------------- | --------------------- |
| Union beynoise |            |      |                |                       |
| 1958-1959      | Division 1 | 2e   | ?              | ?                     |
| 1959-1960      | Division 1 | 2e   | ?              | ?                     |
| 1960-1961      | Division 1 | 2e   | ?              | ?                     |
| 1961-1962      | Division 1 | ?    | ?              | ?                     |
| 1962-1963      | Division 1 | ?    | ?              | ?                     |
| 1963-1964      | Division 1 | ?    | ?              | ?                     |
| 1964-1965      | Division 1 | ?    | ?              | ?                     |
| 1965-1966      | Division 1 | 11e  | ?              | ?                     |
| 1966-1967      | Division 2 | ?    | ?              | ?                     |
| 1967-1968      | ?          | ?    | ?              | ?                     |
| 1968-1969      | ?          | ?    | ?              | ?                     |
| 1969-1970      | ?          | ?    | ?              | ?                     |
| 1970-1971      | ?          | ?    | ?              | ?                     |
| 1971-1972      | ?          | ?    | ?              | ?                     |
| 1972-1973      | Division 2 | ?    | ?              | ?                     |
| 1973-1974      | Division 1 | 15e  | ?              | ?                     |
| 1974-1975      | Division 2 | ?    | ?              | ?                     |
| 1975-1976      | ?          | ?    | ?              | ?                     |
| 1976-1977      | ?          | ?    | ?              | ?                     |
| 1977-1978      | Division 2 | 2e   | ?              | ?                     |
| 1978-1979      | Division 1 | 12e  | ?              | ?                     |
| 1979-1980      | Division 2 | ?    | ?              | -                     |
| 1980-1981      | Division 1 | 8e   | ?              | -                     |
| 1981-1982      | Division 2 | ?    | ?              | -                     |
| 1982-1983      | Division 1 | 7e   | Vainqueur      | -                     |
| 1983-1984      | Division 1 | 5e   | ?              | -                     |
| 1984-1985      | Division 1 | 6e   | ?              | -                     |
| 1985-1986      | Division 1 | 6e   | Vainqueur      | -                     |
| 1986-1987      | Division 1 | 3e   | ?              | -                     |
| 1987-1988      | Division 1 | 4e   | ?              | -                     |
| 1988-1989      | Division 1 | ?    | ?              | -                     |
| 1989-1990      | Division 1 | 4e   | Finaliste      | -                     |
| 1990-1991      | Division 1 | 5e   | ?              | -                     |
| 1991-1992      | Division 1 | 2e   | ?              | -                     |
| 1992-1993      | Division 1 | 4e   | Vainqueur      | IHF:1/8 de finale     |
| 1993-1994      | Division 1 | 4e   | Finaliste      | CVC:1/8 de finale     |
| 1994-1995      | Division 1 | 4e   | ?              | CV:1/8 de finale      |
| 1995-1996      | Division 1 | 3e   | ?              | -                     |
| 1996-1997      | Division 1 | ?    | ?              | -                     |
| 1997-1998      | Division 1 | ?    | ?              | -                     |
| 1998-1999      | Division 1 | ?    | ?              | -                     |
| 1999-2000      | Division 1 | 5e   | 1/2 finale     | CV:1/16 de finale     |
| 2000-2001      | Division 1 | 4e   | 1/2 finale     | -                     |
| 2001-2002      | Division 1 | 3e   | 1/2 finale     | EHF:2e tour           |
| 2002-2003      | Division 1 | 5e   | ?              | -                     |
| 2003-2004      | Division 1 | 3e   | ?              | CC:1/16 de finale     |
| 2004-2005      | Division 1 | 4e   | ?              | EHF:Tour préliminaire |
| 2005-2006      | Division 1 | 5e   | ?              | EHF:1er tour          |
| 2006-2007      | Division 1 | 6e   | ?              | -                     |
| 2007-2008      | Division 1 | 10e  | ?              | -                     |
| 2008-2009      | Division 2 | 3e   | ?              | -                     |
| 2009-2010      | Division 2 | 1er  | ?              | -                     |
| 2010-2011      | Division 1 | 8e   | ?              | -                     |
| 2011-2012      | Division 1 | 7e   | ?              | -                     |
| 2012-2013      | Division 1 | 8e   | ?              | -                     |
| 2013-2014      | Division 1 | 9e   | ?              | -                     |
| 2014-2015      | Division 1 | 11e  | ?              | -                     |
| 2015-2016      | Division 1 | 14e  | 1/4 de finale  | -                     |
| 2016-2017      | Division 2 | 3e   | 1/32 de finale | -                     |
| 2017-2018      | Division 2 | 6e   | 1/8 de finale  | -                     |

 * Légende : LDC=Ligue Des Champions; EHF/IHF= Coupe EHF/Coupe IHF; CVC=Coupe des Vainqueurs de Coupe; CV/CC=Coupe des Villes/Coupe Challenge

## Palmarès
Le tableau suivant récapitule les performances de l'Union beynoise dans les diverses compétitions belges et européennes.

## Palmarès masculin
| Compétitions nationales |
| - Championnat de Belgique - Vice-champion : 1959, 1960, 1961 et 1992 - Coupe de Belgique (3) - Vainqueur : 1983, 1986 et 1993 - Finaliste : 1960, 1961, 1985, 1990 et 1994 - Championnat de Belgique masculin de handball de deuxième division (1) - Champion : 2010 - Vice-champion : 1978 |

## Palmarès féminin
| Compétitions nationales                                   |
| - Division 2 (1) - Champion : 2023 - Vice-champion : 2022 |

## Trophées individuels
Trophées individuels des joueurs de l'Union Beynoise Handball
| Handballeur de l'année                                      |
| - 1993 Edo Delic - 1996 Haris Dzafic - 2003 Rudolf Tonkovic |

## Compétitions européennes
L’Union beynoise a joué, à ce jour, plus de vingt-deux matchs en coupe d'Europe, dont douze en Coupe EHF, quatre en Coupe Challenge et plus de cinq en Coupe d'Europe des vainqueurs de coupe.
L’Union beynoise eut la chance de rencontrer de grands clubs par le passé tels que le club espagnol du BM Granollers, le club français du USAM Nîmes Gard, le club portugais du ABC Braga ou encore le club russe du SKIF Krasnodar.

## Entraîneur
- 1984-1989:  Henri Vandyck[10]
- 1989-1991:  Jacky Bar[10]
- 1991-1993:  Christian Verbert
- 1993-1995:  Eddy Bonten
- 1995-1998:  Pedrag Dosen
- 2001: Tony Reale
- 2004: / Goran Vukcevic
- ?-2006:  Luc Boiten
- 2006-2006 :  Edo Delic[33]
- 2006-2008: / Bujar Qerimi[33]
- 2008-2010:  Willy Kück[34]
- 2010-2012:  Olivier Leleux
- 2012-2013:  Didier Charlier[35]
- Depuis 2013:  Pierre Chapaux

## Joueurs célèbres
- Edo Delic
- / Haris Dzafic
- Rudolf Tonkovic
- Martin Vandervelden
- Kristian Groenintwood
- Graziano Dezanet
- Patrick Buzeaud
- Henri Vandyck
- Chrisitian Verbert
- Luc Deltombe
- Sacha Cuk
- Philippe Pachen
- Gipé Fautré
- Didier Jamotte
- David Rodado
- Wim Roels
- Jean Philippe Dubuc
- Benoit Fonsny
- Carlo Iovino
- Guy Hannon
- Yves Joiris
- Mirko Picone
- Christian Verbert
- Roger Heuse
- Yves Biver
- Jacky Bar
- Max Fortemps

## Logo

Logo jusqu'en 2020